# Leuchtturm Schlangeninsel
Der Leuchtturm Schlangeninsel steht seit 1846 auf der gleichnamigen Kalksteininsel im Schwarzen Meer, Bile, Rajon Ismajil, Oblast Odessa. Der Leuchtturm ist etwa 35 km östlich des Donaudeltas. An den achteckigen Backsteinturm mit Laterne und Galerie ist ein einstöckiges Wärterhaus angebaut. Der Leuchtturm befindet sich am höchsten Punkt der Insel, die mit dem Boot erreichbar ist. Für Besuche ist eine Genehmigung erforderlich.

## Geschichte
Die Insel war bis zum Russisch-Türkischen Krieg (1828–1829) Teil des Osmanischen Reiches, als sie von Russland besetzt wurde. Der Leuchtturm wurde 1846 unter russischer Kontrolle gebaut. 1856 fielen die Insel und somit der Turm nach dem Krimkrieg an die Türkei zurück. Die türkische Verwaltung rüstete den Leuchtturm 1862 mit einer Fresnel-Linse auf. Nach dem Russisch-Türkischen Krieg (1877–1878) wurde die Insel Rumänien zugeteilt. 1948 wurde die Anlage von sowjetischen Truppen besetzt. Diese Annexion hat Rumänien nie akzeptiert. Die Sowjets reparierten schwere Schäden, die der Leuchtturm im Zweiten Weltkrieg erlitten hatte. Die Insel fiel 1991 nach dem Untergang der Sowjetunion der Ukraine zu. Rumänien beharrte auf seinem Anspruch auf die Insel. In einem Vertrag von 1997 zwischen der Ukraine und Rumänien stimmte die Ukraine der Entmilitarisierung der Insel zu. Sie wird von einer Station der Staatlichen Hydrographie (БС АІС Зміїний 2к) und zivilen Grenzschutzbeamten genutzt.

### Militärische Eroberung 2022
Am 24. Februar 2022, dem ersten Tag des russischen Überfalls auf die Ukraine, soll die Insel durch den Kreuzer Moskwa und das Patrouillenboot Wassilij Bykow von der russischen Marine angelaufen und mit Schiffskanonen beschossen worden sein. Nachdem die Verbindung zu den ukrainischen Grenzschutz- und Militärkräften auf der Insel abgebrochen war, wurde am Abend ihre Eroberung durch Russland gemeldet.
Bis heute erfolgte landesweit durch Russische Streitkräfte die Bombardierung und Invasion durch teilweise Besetzung ukrainischen Territoriums.
Strategisch bedeutsam, erfolgt bis heute das militärische Ringen um die kleine Insel. Ende Juni 2022 zogen sich die russischen Truppen von der Insel wieder zurück.

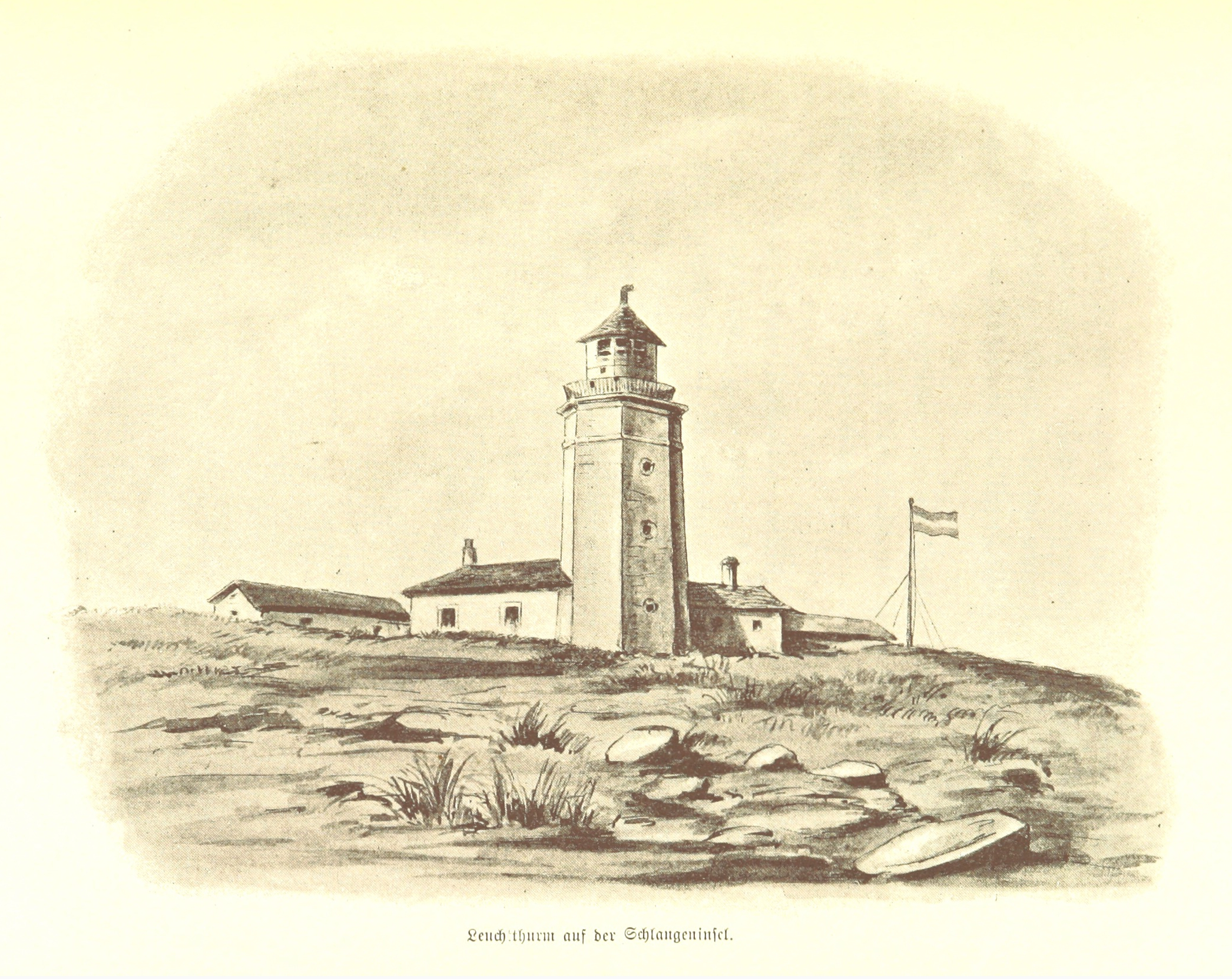
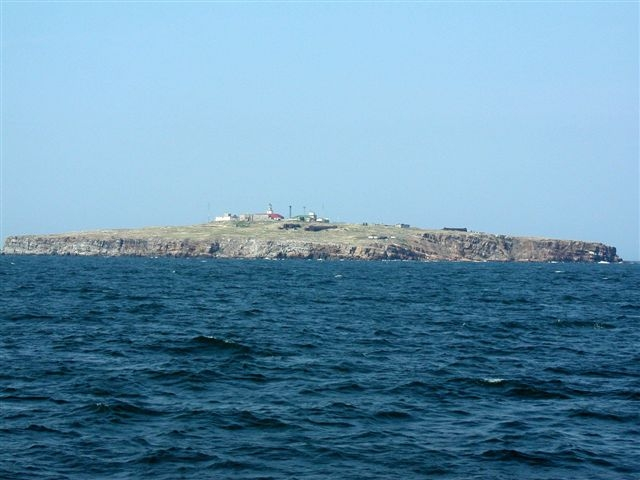
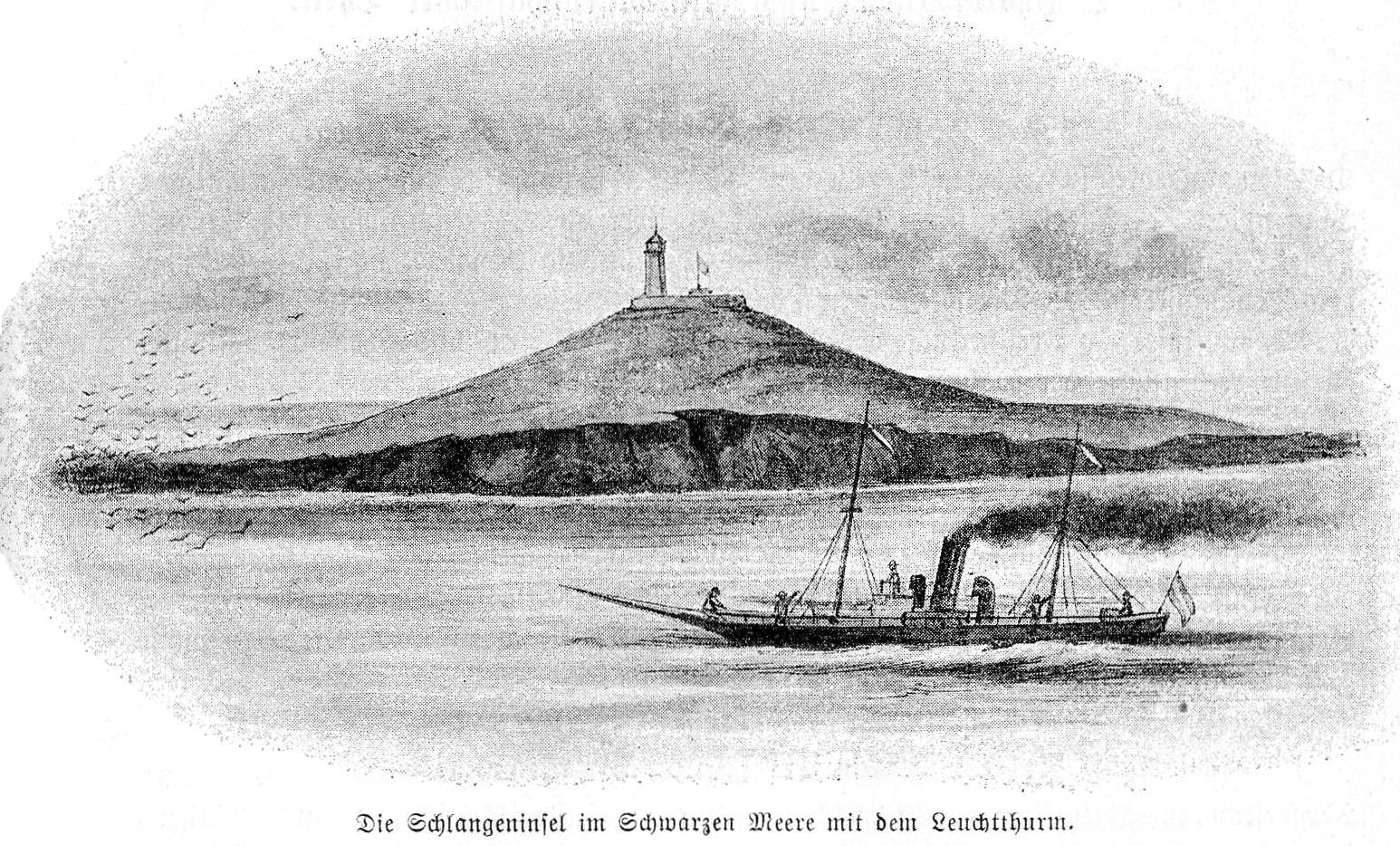
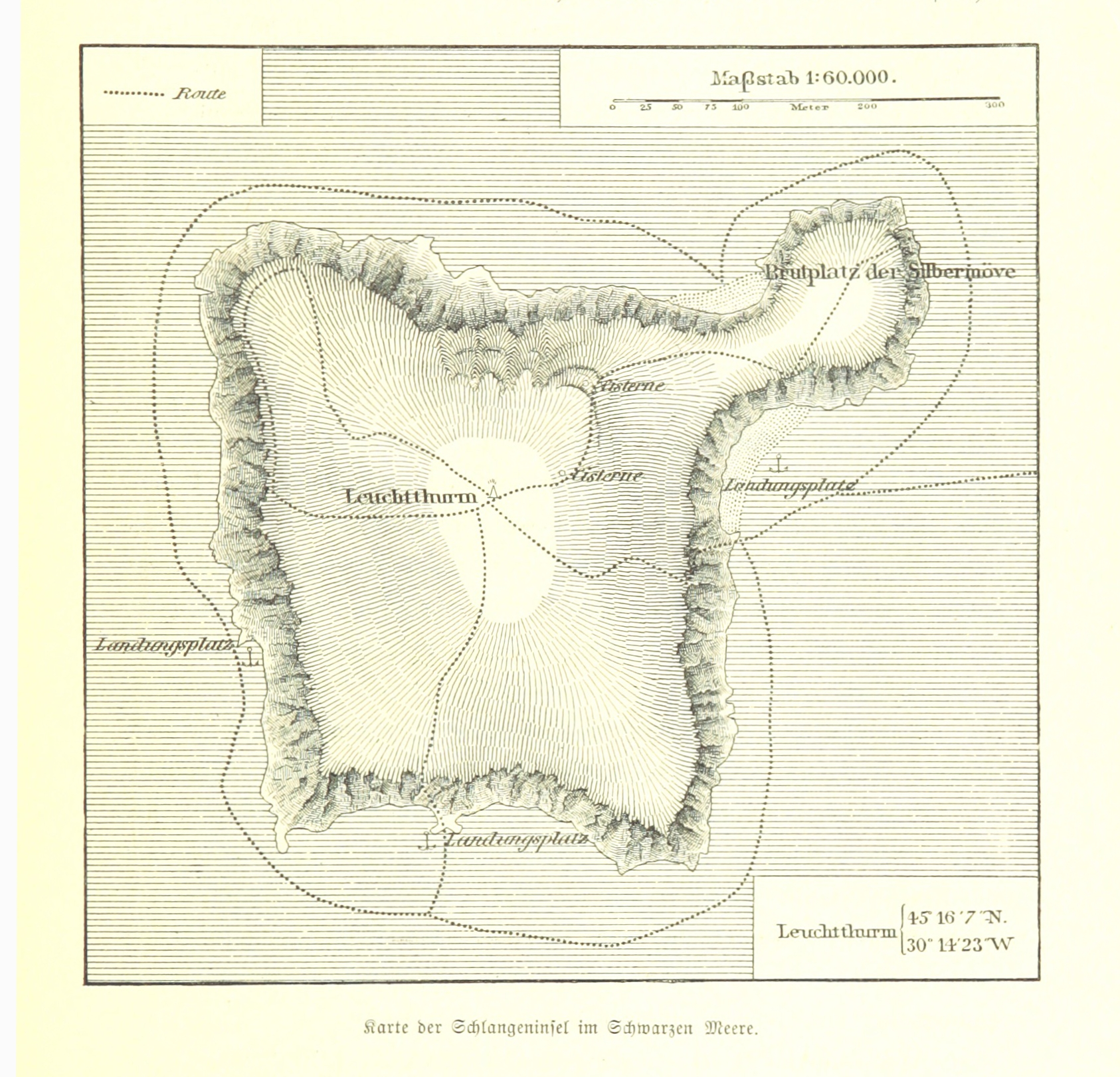
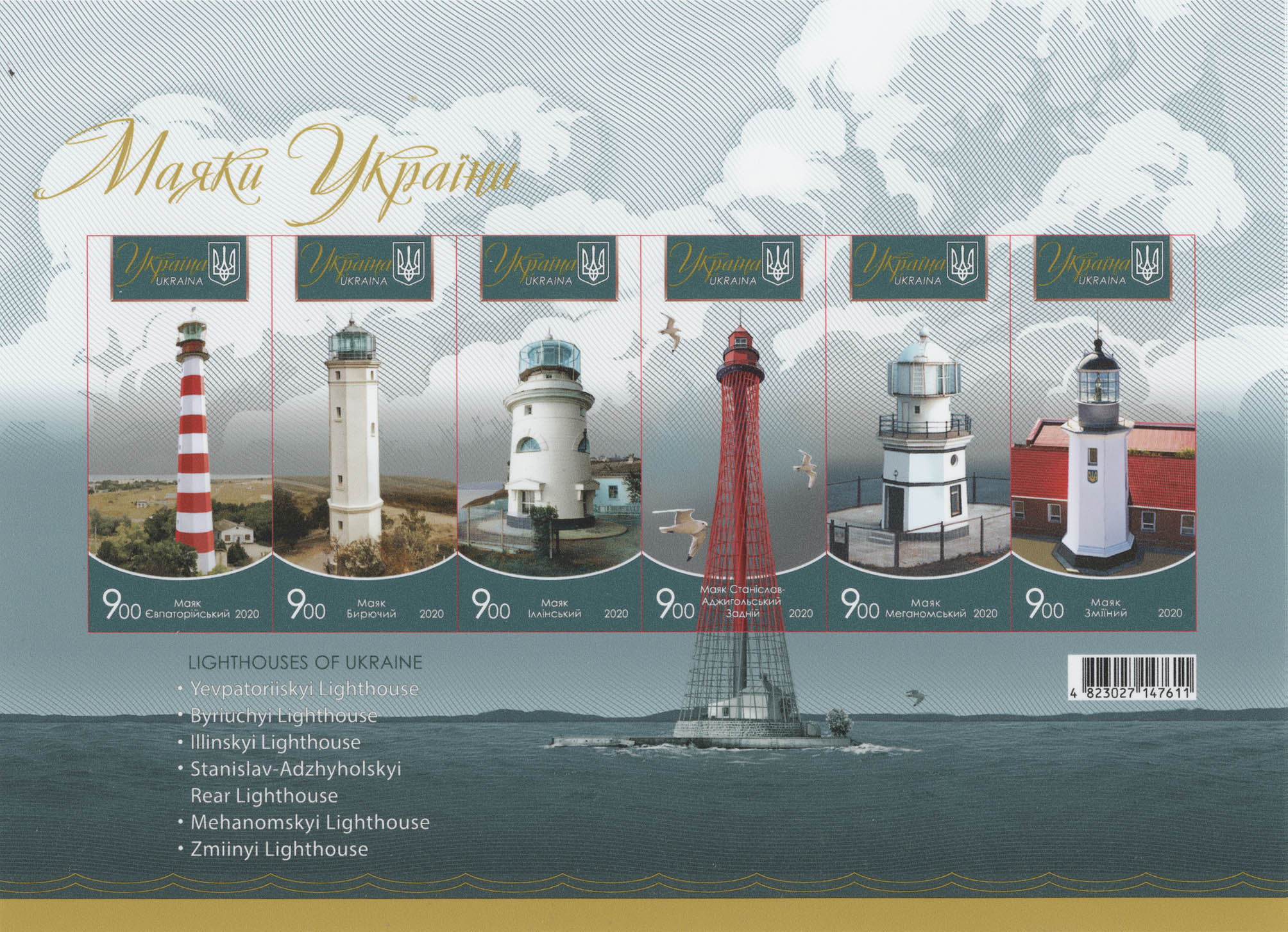

## Philatelistische und Numismatische Würdigung

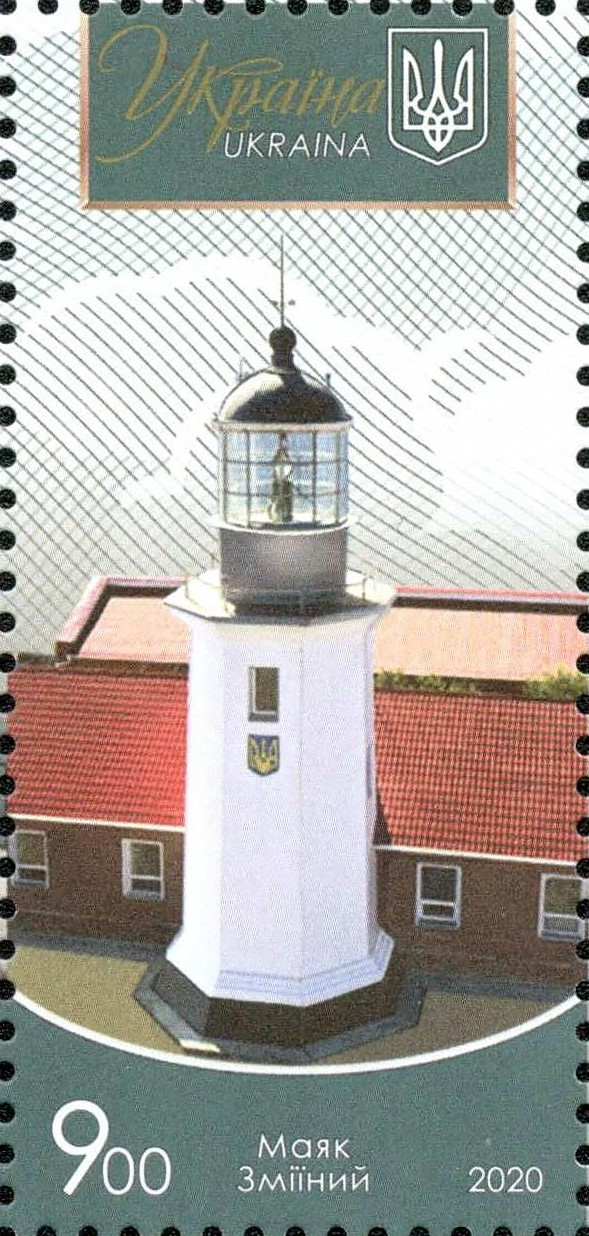

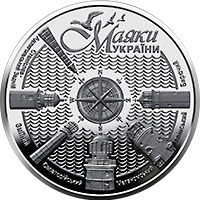
Gedenkmünze Leuchttürme der Ukraine

In philatelistischer Würdigung des Leuchtturms gab die Ukrainische Post mit Ausgabetag 15. September 2020 in einem Block von 6 Leuchtturm-Postwertzeichen eine Briefmarke im Wert von 9.00 Hrywnja heraus. Nr. Block B 180: (Nr. 1829–1834). Die Ausgabe erfolgte in einer Auflage von 25.000 Stück.
Nach dem Untergang des russischen Raketenkreuzers Moskwa, der maßgeblich an der Besetzung der Insel beteiligt war, wurde sein Abbild als Motiv einer vielgefragten Briefmarke verwendet. Die limitierte Auflage erschien am 12. April 2022 mit zwei Sondermarken.
Am 22. Juli 2021 gab die Nationalbank der Ukraine eine Gedenkmünze Leuchttürme der Ukraine im Nennwert von 5 Hrywnja in einer Auflage von 350.000 Stück heraus. Auf ihr sind die Leuchttürme Stanislaw-Adschihol hinten, Schlangeninsel, Evpatoria, Meganom, Ilinsky und Biryuchy dargestellt.